# Bitwa pod Zentą
Bitwa pod Zentą – starcie zbrojne, które miało miejsce 11 września 1697 r. Była to największa bitwa w trakcie V wojny austriacko tureckiej (1683–1699).
Książę Eugeniusz Sabaudzki (ok. 34 tys. piechoty, 16 tys. kawalerii i 60 dział) otrzymawszy 10 września pod Petrovaradinem wiadomość, że armia turecka (do 60 tys. ludzi) przeprawia się na wsch. brzeg Cisy z zamiarem wkroczenia do Segedynu, a następnie ruszenia na Siedmiogród, ruszył pod Zentę. 11 września sułtan Mustafa II z większą częścią jazdy i cięższymi działami był już na wschodnim brzegu Cisy. Na zachodnim brzegu w umocnionym obozie, znajdowała się pod wodzą wielkiego wezyra większość piechoty i artylerii oraz kilka tysięcy jazdy. Pod osłoną ognia potężnej baterii, ustawionej w centrum, Austriacy rozwinęli się, osaczając półkolem oparte o rzekę pozycje tureckie. Zza umocnień wyszła do walki jazda turecka, ale została zepchnięta do obozu. W czasie walki Austriacy wykryli mieliznę w pobliżu prawego skrzydła tureckiego i obsadzili ją artylerią i piechotą. Część tej piechoty uderzyła na tyły prawego skrzydła tureckiego – związanego już szturmem z frontu, a pozostała zamknęła Turkom drogę do mostu, ostrzeliwanego już wcześniej przez artylerię obu skrzydeł austriackich. Również, w innych punktach nacierająca piechota austriacka, wsparta jazdą, odniosła powodzenie; osaczyła Turków i rozpoczęła ich rzeź. Na ten widok wojsko tureckie na wschodnim brzegu Cisy uciekło. Według danych austriackich Turcy stracili 30 tys. ludzi i 80 dział, natomiast Austriacy stracili 2 000 ludzi. Zwycięstwo pod Zentą było pierwszym militarnym sukcesem księcia Eugeniusza. Stało się też przypieczętowaniem zwycięstwa Świętej Ligi w wojnie i przyczyniło się do zawarcia pokoju w Karłowicach w 1699 r.
Bitwa pod Zentą miała także wymiar religijny. Zwycięstwo przypisano cudownemu obrazowi Matki Boskiej z cerkwi greckokatolickiej w Pócs (dziś Máriapócs) na Węgrzech, który na życzenie cesarza został przeniesiony do katedry w Wiedniu, gdzie jest do dziś otoczony czcią jako (niem.) Maria Pötsch (także Maria Pócs).